# Stanisław Chróściel
Stanisław Jerzy Chróściel (ur. 6 października 1930 w Glinkach koło Otwocka, zm. 3 sierpnia 1992 w Warszawie) – polski matematyk i fizyk, docent doktor habilitowany inżynier, nauczyciel akademicki Politechniki Warszawskiej. Specjalista w zakresie ochrony powietrza atmosferycznego i ochrony środowiska naturalnego.

## Życiorys
Był synem Julianny z Kozłowskich oraz Piotra Chruściela, wybitnego nauczyciela, organizatora szkolnictwa i działacza społecznego, wieloletniego dyrektora Liceum Ogólnokształcącego im. Marii Konopnickiej w Legionowie, twórcy Towarzystwa Przyjaciół Legionowa.
W 1943 roku Stanisław Jerzy Chróściel ukończył Publiczną Szkołę Powszechną w Józefowie koło Legionowa i jeszcze w czasie okupacji na tajnych kompletach pierwszą klasę gimnazjum. 25 czerwca 1949 roku ukończył z wyróżnieniem Państwowe Gimnazjum i Liceum im. Marii Konopnickiej w Legionowie. W latach 1949–1951 studiował na Wydziale Mechanicznym Ogólnym Szkoły Inżynierskiej im. Wawelberga i Rotwanda w Warszawie, a po przyłączeniu tej uczelni do Politechniki Warszawskiej kontynuował studia na Wydziale Agromechanicznym PW. W 1953 roku, jeszcze przed uzyskaniem dyplomu magisterskiego, został zatrudniony jako młodszy asystent w Katedrze Eksploatacji i Napraw Maszyn Rolniczych na  Wydziale Mechanizacji Rolnictwa PW. Kierownikiem tej katedry był doc. Jerzy Dmitrewski. Do 1957 roku Stanisław Chróściel prowadził tam ćwiczenia z teorii mechanizmów i z termodynamiki oraz prace dyplomowe z urządzeń rolniczych. W 1955 roku uzyskał tytuł magistra inżyniera mechaniki na Wydziale Mechanizacji Rolnictwa Politechniki Warszawskiej. 
W latach 1958–1966 pracował jako starszy asystent, a później jako adiunkt w Katedrze Teorii Maszyn Cieplnych na Wydziale Mechaniczno-Konstrukcyjnym (później MEL). Prowadził tam ćwiczenia tablicowe z termodynamiki i wymiany ciepła, zajęcia laboratoryjne z urządzeń cieplnych oraz wykłady, ćwiczenia i zajęcia laboratoryjne dla studiów podyplomowych. W tym czasie był wielokrotnie opiekunem grup i roczników studenckich. W 1966 roku uzyskał stopień naukowy doktora nauk technicznych na Wydziale Mechanicznym Energetyki i Lotnictwa PW. Promotorem jego pracy doktorskiej Pomiar szybkozmiennej temperatury strumienia gazu o zmiennej prędkości i zmiennym ciśnieniu był doc. dr (późniejszy profesor) Bogumił Staniszewski. Dr Stanisław Chróściel był, obok prof. Bohdana Stefanowskiego i prof. Bogumiła Staniszewskiego, jednym z najważniejszych twórców warszawskiej szkoły termodynamiki między innymi jako współautor książki Wymiana ciepła. Zadania i przykłady (Państwowe Wydawnictwo Naukowe, Warszawa 1965). 
Od 1 maja 1966 roku do 30 czerwca 1970 roku dr Stanisław Chróściel pracował na stanowisku adiunkta w Zakładzie Badań Naukowych Górnośląskiego  Okręgu Przemysłowego Polskiej Akademii Nauk - w Pracowni Konimetrii i Mechaniki Aerozoli. Był kierownikiem Grupy Problemowej Mechaniki Aerozoli w Pracowni II. Prowadził wtedy wykłady i ćwiczenia z urządzeń odpylających i z rozprzestrzeniania zanieczyszczeń w atmosferze. Od grudnia 1968 roku do lutego 1969 roku odbył staż naukowy w wysoko notowanym na świecie Instytucie Fizyczno-Chemicznym im. Karpowa w Moskwie, gdzie pod kierunkiem światowej sławy prof. N. A. Fuchsa pracował nad teorią przepływu i filtracją aerozolu w złożu ziarnistym. 
1 lipca 1970 roku został zatrudniony na stanowisku adiunkta w Zakładzie Ochrony Atmosfery na Wydziale Inżynierii Sanitarnej i Wodnej PW. W 1972 roku uzyskał stopień naukowy doktora habilitowanego nauk technicznych w zakresie ochrony atmosfery na Wydziale Inżynierii Sanitarnej i Wodnej PW. 1 stycznia 1974 roku został powołany na stanowisko docenta w Politechnice Warszawskiej. W październiku 1974 roku jego praca habilitacyjna Filtracja aerozolu w złożu ziarnistym przy małej liczbie Reynoldsa została wyróżniona Nagrodą Ministra Nauki, Szkolnictwa Wyższego i Techniki. W latach 1978–1981 był zastępcą dyrektora ds. nauczania Instytutu Inżynierii Środowiska, a w latach 1991–1992 kierownikiem Zakładu Ochrony Atmosfery na tej uczelni.
Jego dokonania naukowe scharakteryzowano w następujący sposób: „wybitny matematyk i fizyk, twórca pierwszego polskiego modelu rozprzestrzeniania się zanieczyszczeń w atmosferze, którego niewiele tylko zmodyfikowana postać obowiązuje w Polsce do dnia dzisiejszego, jako podstawa obliczeń inżynierskich stanu zanieczyszczenia atmosfery”.
Opublikował m.in.:
- Nieustalone pole temperatury w cienkim pręcie umieszczonym w ośrodku o zmiennej temperaturze, przy zmiennym współczynniku przejmowania ciepła i przy obecności promieniowania (1965)
- Analiza gazów aparatem Deutz'a (współautor: Piotr Wójcik, 1970).
- Filtracja aerozolu w złożu ziarnistym (1972).
- Ochrona powietrza atmosferycznego : zagadnienia wybrane (współautor: Jan Juda, 1974).
- Problemy obliczeniowe w ochronie atmosfery (współautor: Maciej Nowicki, 1977)[1].

Był promotorem 11 obronionych prac doktorskich.
Został pochowany na cmentarzu parafialnym w Chotomowie.